# Made In Space
Made In Space, Inc. (MIS) è un'azienda statunitense, specializzata nella produzione e ingegnerizzazione di stampanti tridimensionali per uso in condizioni di microgravità con sede a Mountain View in California e fondata nel 2010 da Aaron Kemmer, Jason Dunn, Mike Chen e Michael Snyder,.
La loro stampante Zero-G è stato il primo manufatto produttivo nello spazio.
Made In Space sta lavorando con Northrop Grumman e Oceaneering per costruire Archinaut, un sistema di assemblaggio e produzione di precisione robotica versatile nello spazio.
Archinaut sarebbe capace di produrre e assemblare nello spazio strutture dorsali per grandi telescopi, riparare veicoli spaziali, e assemblare nuovi stazioni spaziali.